# La Noria (Oaxaca)
La Noria es una población del estado mexicano de Oaxaca, localizada en el municipio de Santo Domingo Tehuantepec y en el istmo de Tehuantepec. Tiene el carácter de localidad de Santo Domingo Tehuantepec, siendo la segunda más poblada después de la cabecera municipal, así mismo es la 10 localidad más poblada del Distrito de Tehuantepec.

## Historia
Anteriormente se contaba con un pequeño núcleo de población denominada Fraccionamiento La Noria, la cual es la principal concentración de población de la localidad.
Desde el año 2020 la localidad no cuenta con un Agente Municipal, ya que la presidenta en turno "Vilma", quiso imponer por asuntos de interés a un Agente, lo cual causo descontento en la población y desde la fecha que el cargo no es ocupado..
Así mismo se tiene la confusión de que sí la localidad forma parte del municipio de Santo Domingo Tehuantepec o de Salina Cruz, ya que la ubicación de esta, está justo en los límites entre ambos municipios.

## Origen del Nombre
Su nombre proviene del Plan de la Noria, promulgada por el entonces presidente Porfirio Díaz Mori, en el año de 1871.

## Ubicación y Población
Según el censo de población del 2020, La Noria cuenta con una población de 2 830 habitantes.
La localidad se ubica en la parte sur de la cabecera municipal, justamente entre los límites municipales de Tehuantepec y Salina Cruz, sobre la llanura del Istmo de Tehuantepec. En las coordenadas geográficas 16°15′16″N 95°13′14″O / 16.25444, -95.22056.